# 神道用語一覧
神道用語一覧（しんとうようごいちらん）は、神道の専門用語、および、神道と関連する一般用語の一覧である。

## 凡例
- 五十音順で記載する。
- 読み方が複数ある場合は、主と思われる読み（少なくとも、ウィキペディアがそのように見なして筆頭に記している読み）を主体とし、それ以外の読みには丸括弧を添えて「主な読み」があることを示す。
  - 用例：「てみずや」の読みで記載の「手水舎」には、（→ちょうずや）を添える。
- 神道の神や神社については、「日本の神の一覧」「神社一覧」を参照のこと。

## あ行

### あ
- 相殿
- 葵祭
- 葦原中国
- 梓巫女
- アニミズム
- 海部氏系図
- 天津神
- 天津罪
- 天津社
- 天照皇大神宮教
- 天叢雲剣
- 現人神
- 荒魂
- 歩き巫女
- 案
- 行宮

### い
- 伊勢注連縄
- 伊勢神道
- 一宮
- 一霊四魂
- 出雲大社教
- 出雲国風土記
- 忌
- 忌火
- 入母屋造
- 磐座
- 磐境
- 一級

### う
- うけい
- 宇佐鳥居
- 氏神
- 氏神信仰
- 氏神神社
- 氏子
- 氏子総代
- 現世
- 産土神
- 産土神社

### え
- 英霊
- 絵馬
- 絵馬殿
- 延喜式
- 延喜式神名帳
- 延喜式祝詞
- 縁起物

### お
- 大嘗祭
- 大麻
- 大祓
- 大祓詞
- 大本
- 奥宮
- 奥都城
- 御師
- 御田植祭
- 御旅所
- 御守
- おみくじ
- 御嶽
- 御嶽教
- 陰陽師

## か行

### か
- 雅楽
- 神楽
- 神楽歌
- 神楽殿
- 賢所
- 拍手
- 春日造
- 数霊
- 神 (神道)
- 神棚
- 粥占
- 官社
- 元旦祭
- 官幣社
- 神封戸
- 神奈備
- 勧請
- 神嘗祭
- 神主

### き
- 紀元祭
- 紀元節
- 寄進
- 祈年祭
- 旧辞
- 宮中祭祀
- 宮中三殿
- 教派神道
- 禁足
- 金幣社

### く
- 宮司
- 公事根源
- 群書類従
- 国津神
- 国津罪
- 国津社
- 国造
- 黒住教

### け
- 境内
- 境内社
- 穢れ
- 外宮神道
- 外清浄
- 外陣
- 元始祭
- 賢所
- 眷属
- 兼務神社

### こ
- 江家次第
- 合祀
- 郷社
- 皇大神宮儀式帳
- 皇學館大学
- 皇學館大学佐川記念神道博物館
- 皇室神道
- 皇室祭祀
- 皇室祭祀令
- 皇祖神
- 皇国史観
- 皇典講究所
- 恒例祭
- 皇霊殿
- 皇霊殿御神楽
- 護国神社
- 国意考
- 国学
- 國學院
- 國學院大學
- 国史見在社
- 国史大系
- 国造
- 国内神名帳
- 国幣社
- 古事記
- 古語拾遺
- 古事記伝
- 古史通
- 御神体
- 古神道
- 御神宝
- 国家神道
- 言霊
- 言挙げ
- 向拝
- 御幣
- 狛犬
- 護摩#神道
- 護摩木
- 薦
- 垢離
- 御霊信仰
- 権現
- 権現造
- 権宮司
- 金光教
- 権正階
- 権禰宜
- 御幣

## さ行

### さ
- 斎宮
- 祭祀
- 祭主
- 祭神
- 祭神論争
- 祭政一致
- 賽銭
- 歳旦祭
- 祭文
- 榊
- 里宮
- 算額
- 三級
- 三種の神器
- 三大神勅
- 参道
- 山王神道
- 参拝
- 三方
- 三種大祓

### し
- 式外社
- 式内社
- 式年祭
- 式年遷宮
- 式年遷宮記念神宮美術館
- 地鎮祭
- 紙垂
- 四方拝
- 注連縄
- シャーマン
- 社格
- 社司
- 社務所
- 釈日本紀
- 習合
- 儒家神道
- 修験道
- 出仕
- 修祓
- 授与品
- 貞観儀式
- 勝軍治要祓
- 招魂
- 小祭
- 昇神
- 昇神祭
- 装束
- 掌典職
- 上棟式
- 浄階
- 神域
- 神階
- 神格
- 神祇
- 神祇官
- 神祇官 (明治時代)
- 神祇省
- 神祇伯
- 神宮
- 神宮教
- 神宮皇學館
- 神宮皇學館大學
- 神宮祭主
- 神宮徴古館
- 神宮農業館
- 神宮文庫
- 神宮暦
- 神宮寺
- 神宮大麻
- 神幸祭
- 神座
- 神札
- 神事
- 神社
- 神社規則
- 神社建築
- 神社合祀
- 神社祭式
- 神社神道
- 神社覈録
- 神社庁
- 神社本庁
- 神習教
- 神儒一致
- 新抄格勅符抄
- 新嘗祭
- 神嘗祭
- 神書
- 神職
- 神使
- 神事
- 神人
- 神人合一
- 神饌
- 神饌所
- 新撰姓氏録
- 神前
- 神前結婚式
- 神像
- 神葬祭
- 神体
- 神代巻口訣
- 神体山
- 神代文字
- 神託
- 神典
- 神殿
- 神道
- 神道学
- 神道学者
- 神道学科
- 神道学専攻科
- 神道考古学
- 神道国際学会
- 神道五部書
- 神道史
- 神道史學會
- 神道集
- 神道宗教学会
- 神道集成
- 神道神学
- 神道政治連盟
- 神道大意
- 神道大教
- 神道大系
- 神道文化学科
- 神道文化学部
- 神皇正統記
- 神罰
- 神廟
- 神仏習合
  - 神仏混交
- 神仏分離
  - 神仏判然令
- 神宝
- 神本仏迹説
- 神木
- 神明造
- 神明社
- 神名帳
- 神名帳考証
- 神名帳考証土代
- 神明鳥居
- 神輿
- 神紋

### す
- 随身門
- 崇敬
- 崇敬者
- 崇敬奉賛会
- 垂加神道
- 主基
- 住吉大社神代記
- 住吉造
- 住吉鳥居

### せ
- 正階
- 遷宮
- 遷座祭
- 先代旧事本紀

### そ
- 惣社
- 総社
- 祖霊舎
- 祖霊信仰
- 続神道大系
- 続日本紀
- 続日本後紀

## た行

### た
- 大祭
- 大社
- 大嘗祭
- 大神宮諸雑事記
- 高橋氏文
- 高天原
- 高御座
- 託宣
- 祟り
- 玉垣
- 玉串
- 単立神社

### ち
- 千木・鰹木
- 地久祭
- 地久節
- 千早
- 中祭
- 手水舎
- 勅祭
- 勅祭社
- 勅使
- 直階
- 鎮魂
- 鎮座祭
- 鎮守神
- 鎮守の森

### つ
- 月次祭
- 罪

### て
- 手水舎
  - →ちょうずや
- 帝紀
- 天神
- 天壌無窮の神勅
- 天長祭
- 天長節
- 天皇

### と
- 祈年祭
  - →きねんさい
- 十種神宝
- 特級
- 特選神名牒
- 常世
- 豊受皇太神御鎮座本紀
- 鳥居
- 採物

## な行

### な
- 内陣
- 直会
- 直会殿
- なぎ

### に
- 新嘗祭
- 和魂
- 二級
- 二十二社
- 日本書紀
- 日本書紀私記
- 日本逸史
- 日本紀略
- 日本後紀
- 日本三代実録
- 日本書紀纂疏
- 日本文徳天皇実録

### ね
- 禰宜
- 年中行事秘抄

### の
- 能
- 祝詞
- 祝詞作文

## は行

### は
- 拝殿
- 廃仏毀釈
- 拝揖
- 八幡愚童訓
- 八幡鳥居
- 八神殿
- 初穂
- 破魔矢
- 破魔弓
- 祓
- 祓所
- 蕃神

### ひ
- 軾
- 神籬

### ふ
- 富士講
- 富士信仰
- 富士塚
- 復古神道
- 風土記
- 太占

### へ
- 幣殿
- 幣帛
- 別格官幣社
- 別表神社

### ほ
- 奉納
- 奉幣
- 鳳輦
- 祠
- 本宮
- 本地垂迹説
- 本朝月令
- 本朝神社考
- 本殿

## ま行

### ま
- 真榊
- 禁厭
- 祭

### み
- 神酒
- 三種の神器
- 御饌
- 巫女
- 神輿
- 瑞垣
- 禊
- 御手洗
- 明神
- 明神鳥居
- 宮座
- 民間信仰
- 民社

### む
- 村山修験

### め
- 明階
- 鳴弦
- 名誉宮司

### も
- 詣で
- 元宮
- 本宮

## や行

### や
- 社
- 山宮

### ゆ
- 唯一神道名法要集
- 悠紀
- 湯立神楽

### よ
- 黄泉
- 吉川神道
- 吉田神道
- 依代
- 寄絃

## ら行

### り
- 六国史
- 両部神道

### る
- 類聚国史

### れ
- 例祭
- 霊璽
- 伶人

## わ行

### わ
- 度会神道
- 渡り巫女
- 若宮
- 分霊
- 術師